# Vrouwenschoentje
Het vrouwenschoentje of venusschoentje (Cypripedium calceolus) is de grootste in Europa voorkomende orchideeënsoort. De plant dankt zijn naam aan de vorm van de bloem, die enigszins op een damesschoentje lijkt. Het is een soort van het middelgebergte, vooral van de Voor-Alpen. 

## Kenmerken

### Plant
Het vrouwenschoentje is een vaste plant die in de grond overwintert. De planten staan dikwijls in groepjes van enkele tot een meerdere tientallen exemplaren en worden van 15-80 cm hoog. Een bloemstengel kan één of twee bloemen dragen.

### Bladeren
De bladeren staan verspreid langs de stengel, zijn ovaal en tot 20 lang en tot 10 cm breed. De nerven zijn zoals bij de meeste orchideeën kromnervig. De bladeren zijn mat grasgroen.   
De bladeren verschijnen in het voorjaar voor de bloemstengel en blijven ook nog lang daarna groen. Zij overwinteren niet. 

### Bloemen
De bloemen zijn zeer opvallend voor een Europese orchidee. De grote, holle lip is felgeel, de andere bloembladen donkerrood tot bruin. In tegenstelling tot de meeste andere orchideeën heeft de bloem slechts vijf bloembladen (de onderste twee sepalen zijn met elkaar vergroeid en wijzen naar beneden). De bloem kan wel tot 10 cm of meer breed worden, de lip ongeveer 5 cm.  
De bloemen staan open van mei tot begin juli.

## Voortplanting
Het vrouwenschoentje gebruikt zijn opvallende lip als insectenval; vliegende insecten (meestal zandbijen) worden gelokt door geurstoffen en de belofte van nectar in de felgekleurde bloem, maar vinden geen houvast op de gladde stamper en glijden in de lip. Zij kunnen slechts naar buiten door een smalle opening waar zij de meeldraden passeren, zodat ze het stuifmeel op hun lichaam krijgen. Bij een volgende bloem komt het stuifmeel dan op de stamper terecht.   

## Habitat
Het vrouwenschoentje komt voor op matig voedselrijke, humusrijke en kalkrijke bodem, in open naald- of loofbossen, boszomen, schaduwrijke hellingen en graslanden.

## Voorkomen
De plant komt van nature voor in gematigde streken in Europa, Azië, Japan en Noord-Amerika
In Europa komt hij voor in laag- en middelgebergtes van het noorden van Schotland en van Scandinavië tot het zuiden van Griekenland.
In het Verenigd Koninkrijk is de plant de laatste tien jaar nog van één vindplaats bekend, die zorgvuldig beheerd wordt.
In Frankrijk zijn de meeste vindplaatsen in de kalkgebergtes aan de voet van de Alpen (Chartreuse, Vercors, Dévoluymassief), de Champagnestreek en de kalkplateaus in Midden-Frankrijk (Causses).
In België en Nederland komt hij in het wild niet (meer) voor. In België is hij het laatst waargenomen in de 19e eeuw in het zuiden.

## Verwante en gelijkende soorten
Het vrouwenschoentje heeft in Europa geen directe verwanten binnen hetzelfde geslacht. Door zijn grootte, kleur en vorm van de bloem kan hij met geen enkele andere bloem verward worden.
Buiten het bloeiseizoen kan de plant verward worden met de gele gentiaan  (Gentiana lutea), die in dezelfde biotopen voorkomt en ongeveer dezelfde bladvorm heeft. Bij de gele gentiaan zijn de bladeren echter blauwgroen van kleur, en staan ze kruisgewijs langs de stengel in plaats van verspreid. 

## Bedreigingen en bescherming
Het vrouwenschoentje wordt voornamelijk bedreigd door het uitgraven en plukken door verzamelaars en wandelaars en verder door overbegrazing van hun biotoop. In de meeste Europese landen zijn beschermingsmaatregelen van kracht.

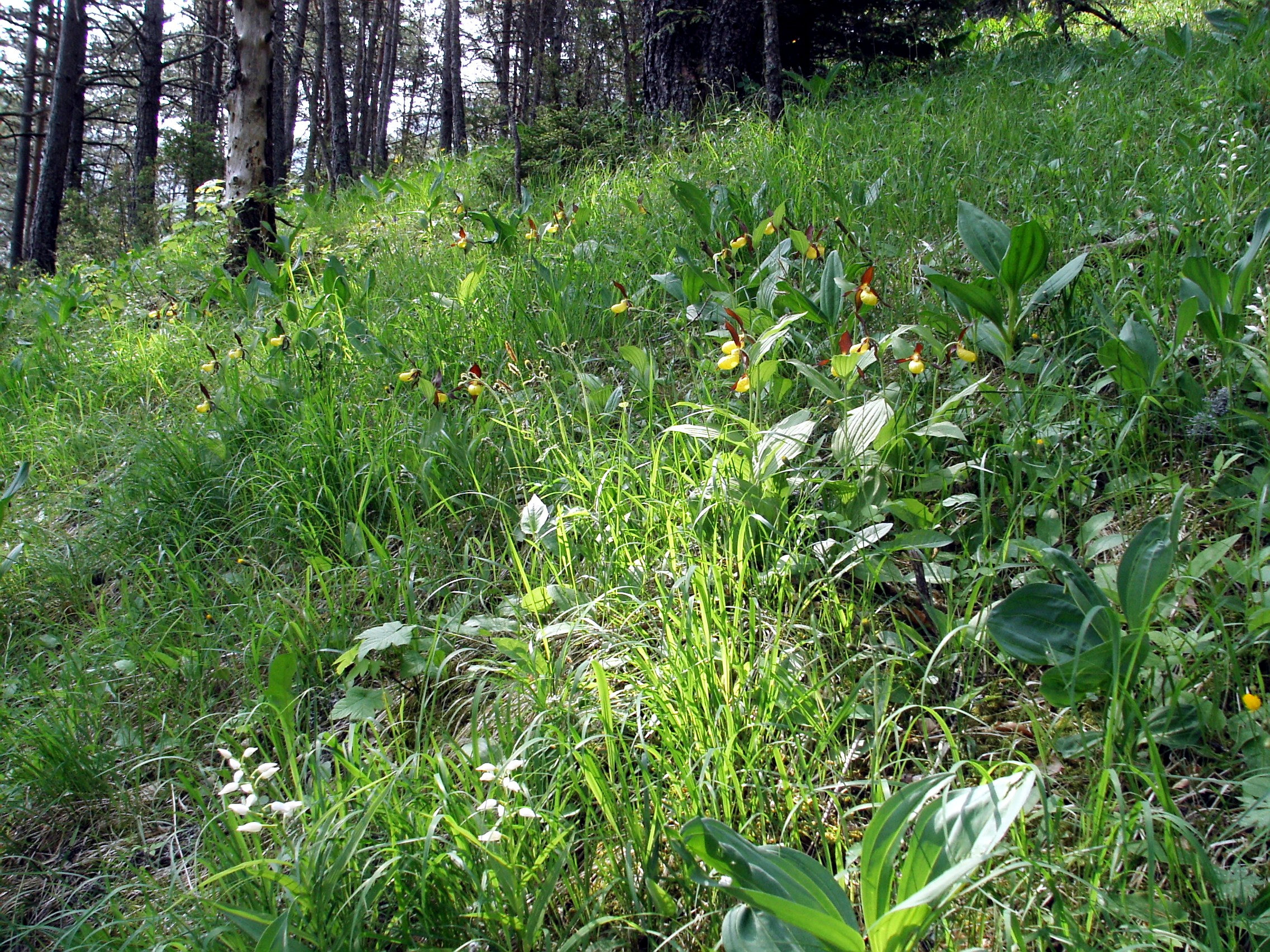
Vrouwenschoentje, naaldbos, Vercors (Frankrijk)
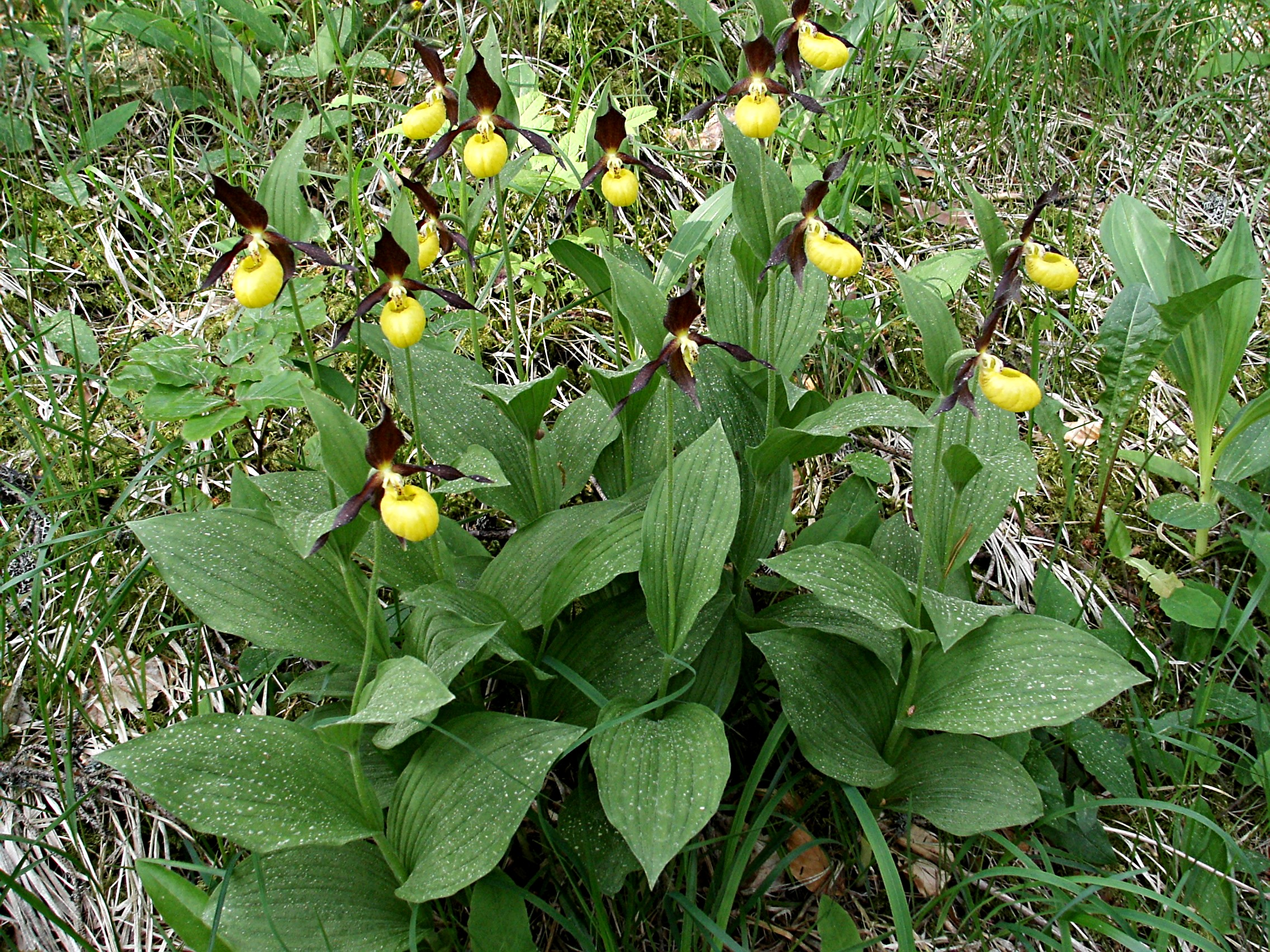
Vrouwenschoentje, naaldbos, Vercors (Frankrijk)
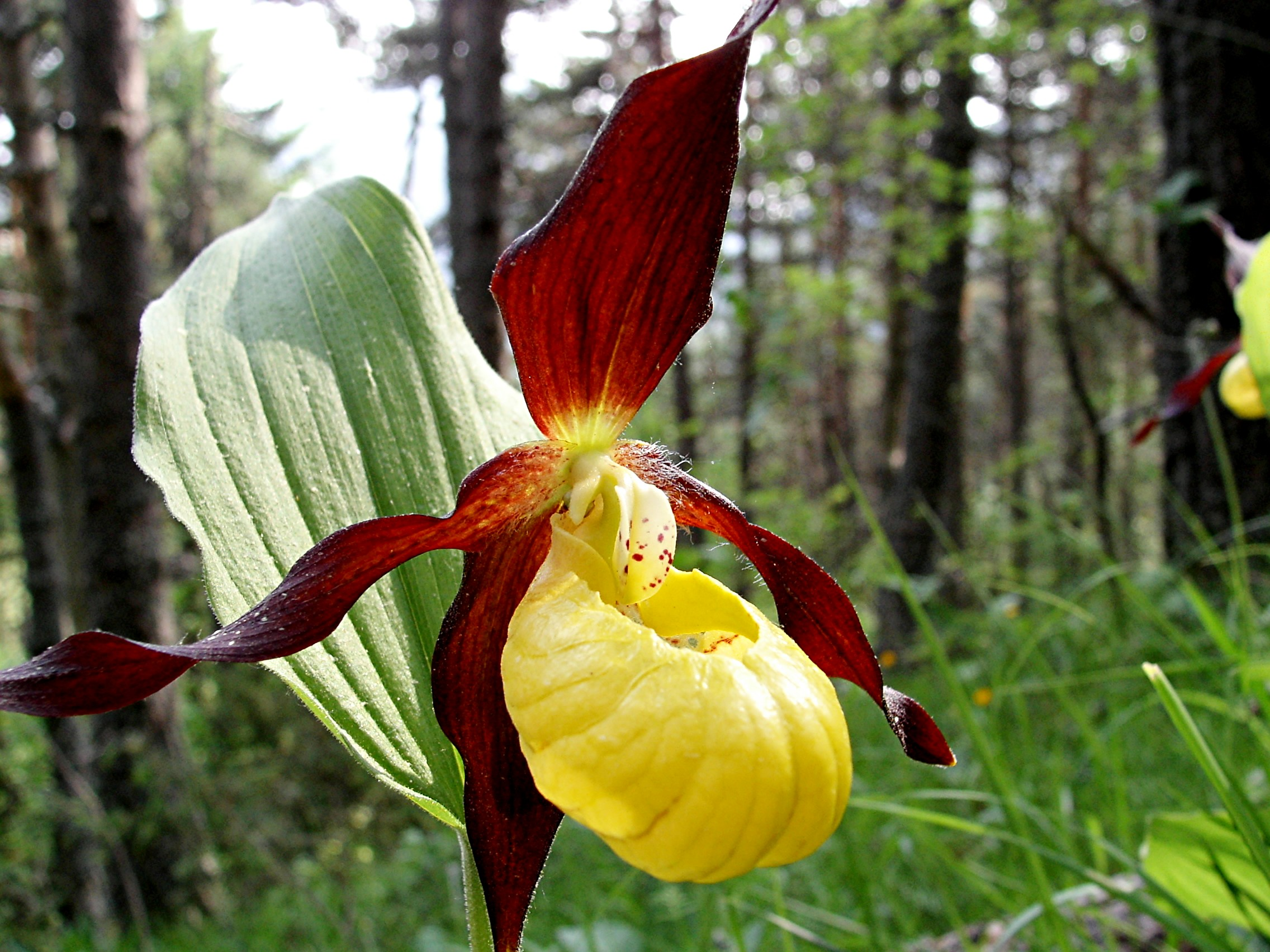
Vrouwenschoentje, naaldbos, Vercors (Frankrijk)

... · 
C. calceolus (Vrouwenschoentje) · 
C. guttatum · 
C. macranthos ·
...